# Братва 2: Город крэка
«Братва 2: Город крэка» — боевик режиссёра Дэниела Мэтмора, показывающий угнетённую жизнь афроамериканцев в чёрных гетто США.

## Сюжет
Главный герой фильма молодой фотограф, афроамериканец. Он решил прервать свою спокойную жизнь в относительно безопасном районе и отправляется в «чёрные кварталы». Его цель — противостоять насилию и попытаться изобличить нравы таких гетто, а может и изменить их. Ему помогает его новый друг, который чувствует себя в афроамериканских гетто как рыба в воде.
Пытаясь выполнить свою миссию, герой впутывается в свой мир «чёрных» кварталов. Он фотографирует девиц лёгкого поведения, чтобы поднять и эту проблему. Молодой фотограф сталкивается с наркоторговцами; главой наркомафии, местным «крестным отцом» — бывшим испанским священником; злобными бандитами, расистами, которые хотят уничтожить население гетто.

## В ролях
- Брайан Пол Стюарт — фотограф
- Мак Кинли Уинстон
- Ивонн Керси
- Дэн Чарлтон
- Биас Эрнандес (Кетцал Кастро Биас Эрнандес)
- Кетцал Кастро (Кетцал Кастро Биас)
- Уильям Фэррьер
- Питер Уитрок
- Джордж Франко
- Дондр Уитфилд — танцор брэйкданса

## Интересные факты
- Этот фильм часто сравнивают с фильмом Байкеры
- Фильм не является продолжением первой части, как это заявлено в титрах
- В фильме подняты проблемы наркоторговли, проституции, унижения афроамериканцев в США
- Быт и нравы нью-йоркского гетто показаны крайне реалистично